# Бои за Аргун (1999—2000)
Бои в треугольнике Аргун - Шали - Мескер - Юрт в январе 2000 года — боевые действия между Вооружёнными силами Чеченской Республики Ичкерия и Вооружёнными силами Российской Федерации на начальном этапе Второй чеченской войны за контроль над городом Аргун. Январские бои в Аргуне закончились значительными потерями с обоих противоборствующих сторон.

## Предыстория
На Аргун российские войска наносили ракетно-бомбовые удары 24 октября, 1 ноября, 8 ноября, 11 ноября, 17 ноября, 21—22 ноября, 27—29 ноября и 2 декабря.

## Ход событий

### Декабрь 1999
4 декабря российские войска блокируют Аргун и проводят зачистку города.
5 декабря российские войска устанавливают контроль над городом Аргун. Над Аргуном поднят российский флаг.

### Январь 2000
9 января вооружённое формирование численностью до 500 боевиков, состоящее из представителей различных национальностей, нападает на Аргун, Шали и одновременно блокирует федеральную трассу «Кавказ» на участке Аргун-Гудермес, участки автодорог Гудермес-Шали, Аргун-Шали, пресекая всякое передвижение по ним. Также нападавшие блокируют города Аргун, Шали, Герменчук и Мескер-Юрт. Нападавшими командуют Хаттаб и Рамзан Ахмадов.
Часть бандформирования проникла на равнину из горной местности. Остальная часть присоединилась к ним из числа местных вахаббитов непосредственно перед началом нападения. Главной целью было оттянуть федеральные силы от г. Грозного, чтобы дать возможность выйти из окружения находившимся там боевикам под командованием Шамиля Басаева. Со слов участников событий, к 10.00 09 января в г. Аргуне комендатура города, ОВД и железнодорожный вокзал заблокированы. Также заблокирована комендатура и ОВД в г. Шали. Дальнейшей целью был захват блокированных объектов. Заблокированные в этих городах федеральные силы вели с боевиками ожесточённые бои и захвата блокированных объектов не допустили. В течение дня осуществлялись попытки разблокировать указанные города и объекты. Но эти попытки не увенчались успехом. Боевики обстреливали с целью уничтожения любой движущийся транспорт и боевую технику федеральных сил на заблокированных участках дорог и федеральной трассы Аргун-Гудермес.
В здании ж/д станции Аргун были заблокированы и вели бой, неся потери, бойцы ОМОН на транспорте Приморского края и Кузбасса. Заблокированные на территории бывшей автошколы на восточной окраине г. Аргун сотрудники временного ОВД, состоявшего из личного состава УВД Челябинской области, интенсивно обстреливались из пятиэтажных домов жилого сектора г. Аргуна и промзоны и во время боя потеряли убитыми двух сотрудников. Также вели бой, располагавшиеся через забор бойцы сводного ОМОН Самары и Тольятти и ОМОН Нижнего Тагила, которые интенсивно обстреливались из здания Аргунского элеватора, территории промышленной зоны и жилого сектора г. Аргуна, то есть с трёх направлений.
Для оказания помощи осаждённым в Аргуне выдвинулась колонна с личным составом 33 БрОН ВВ МВД РФ под командованием майора Кулькова, комендантом г. Аргуна полковником Кушнарёвым и тремя бойцами ОМОН г. Тольятти из числа сопровождения коменданта. Колонна состояла из трёх БМП и одной ГАЗ-66, но огнём из окон пятиэтажных домов на улице Гудермесская в Аргуне была сожжена. Весь личный состав, находящийся в этой колонне погиб, за исключением коменданта г. Аргуна полковника Кушнарёва, одного военнослужащего и одного бойца ОМОН г. Тольятти. При попытке выхода из под обстрела в частном секторе г. Аргуна полковник Кушнарёв погиб в перестрелке с боевиками. Военнослужащий и боец ОМОН г. Тольятти остались живы и вступая в скоротечные перестрелки с боевиками на улицах частного сектора города, продвинулись к месту дислокации одного из воинских подразделений федеральных сил на одной из окраин г. Аргуна. При продвижении боец Тольяттинского ОМОН получил огнестрельное ранение ноги. Тела двух тольяттинских омоновцев, коменданта и бойцов 33 БрОН ВВ МВД РФ эвакуировать не удалось. Впоследствии тела были обнаружены 11.01.2000 года и направлены в г. Моздок р. Северная Осетия после окончания активных боевых действий.
Напротив элеватора на железнодорожном переезде, расположенном на выезде из г. Аргуна в г. Гудермес, вела бой группа бойцов СОБР Западно-Сибирского РУБОП. Бойцы этого подразделения возвращались в пункт временной дислокации на бортовом тентованном а/м "Урал" из г. Грозный после проведения мероприятий по поиску участников НВФ. Не владев информацией об начавшихся боях в г. Аргун, попали в засаду. Они запросили по радиосвязи у бойцов сводного ОМОН Самары и Тольятти помощь, так как находились в четырёхстах метрах от их расположения и имели раненых и двух убитых. И. о. командира Самарского ОМОН подполковником милиции Илларионовым В. А. было принято решение немедленно оказать помощь. Определив Тольяттинскому ОМОН оказать помощь Западно-Сибирскому РУБОП огнём из АГС и стрелкового оружия, он лично возглавил группу бойцов ОМОН, которая на а/м «Урал» под прикрытием насыпи дорожного полотна со стороны поля выдвинулась к месту боя. Группа прибыла на ж/д переезд к бойцам СОБРа Западно-Сибирского РУБОП и оказала помощь в эвакуации раненых в расположение сводного ОМОН Самары и Тольятти. Впоследствии подполковник милиции Илларионов В. А. погиб 01.03.2000 года в районе с. Кошкельды Гудермесского района, попав под обстрел в колонне с личным составом, продвигавшимся на замену в г. Аргун.
На развилке автодорог Гудермес-Аргун-Мескер-Юрт на блок - посту «Отвага» личный состав ОМОН г. Тольятти вёл ожесточённый бой. Ранение получили трое бойцов, а боец старший сержант милиции Кузнецов В. В. погиб. Во время ведения боя блок-пост интенсивно подвергался обстрелу из миномёта и различного стрелкового оружия.
На автодороге Мескер-Юрт-Гудермес частично была сожжена колонна авто- и бронетехники краснодарских подразделений ВВ МВД РФ. На автодороге Гудермес-Аргун в районе Джалкинского леса частично уничтожена тыловая колонна 101-й и 33-й БрОН ВВ МВД. Оставшиеся в живых из числа личного состава этих колонн выдвинулись на блокпост «Отвага» и в дальнейшем продолжили вести боевые действия совместно с личным составом Тольяттинского ОМОН.
11 января бои в городе завершились.